# Fuchsia lehmannii
Fuchsia lehmannii är en dunörtsväxtart som beskrevs av Philip Alexander Munz. Fuchsia lehmannii ingår i släktet fuchsior, och familjen dunörtsväxter. Inga underarter finns listade i Catalogue of Life.